# Texara tricesima
Texara tricesima är en tvåvingeart som beskrevs av Yang 1999. Texara tricesima ingår i släktet Texara och familjen barkflugor. Inga underarter finns listade i Catalogue of Life.